# Матервил (Илиноис)
Матервил (енгл. Matherville) град је у америчкој савезној држави Илиноис.

## Демографија
По попису из 2010. године број становника је 723, што је 49 (-6,3%) становника мање него 2000. године.
| Група             | 2000.       | 2010.       |
| Белци             | 757 (98,1%) | 704 (97,4%) |
| Афроамериканци    | 0 (0,0%)    | 2 (0,3%)    |
| Азијати           | 2 (0,3%)    | 2 (0,3%)    |
| Хиспаноамериканци | 8 (1,0%)    | 11 (1,5%)   |
| Укупно            | 772         | 723         |